# Osnuwikowate
Osnuwikowate (Linyphiidae) – rodzina pająków z podrzędu Opisthothela. Liczy ponad 4450 gatunków podzielonych na ponad 580 rodzajów, co czyni ją drugą najliczniejszą rodziną po skakunowatych. Rodzina słabo poznana, ciągle odkrywane są nowe gatunki. Występują problemy z systematyką. W Polsce występuje ok. 300 gatunków, głównie z rodzajów: Centromerus, Porrhomma, czy Walckenaeria (zobacz: osnuwikowate Polski).

## Przykłady
Podrodziny:
- Dubiaraneinae
- Erigoninae (np. plądrownik osobliwy (Walckenaeria acuminata))
- Leptyphantinae
- Linyphiinae
- Micronetinae
- Mynogleninae
- Stemonyphantinae